# Oameni de seamă ai Transnistriei
Oameni de seamă ai Transnistriei (în rusă Выдающиеся люди Приднестровья) este o serie de monede comemorative de aur și argint emisă între 2001 și 2004 de Banca Republicană Transnistreană, banca centrală a autoproclamatei Republici Moldovenești Nistrene.
Se compune din monede de argint cu localnici notabili din Transnistria:
- Anton Rubinstein (compozitor, născut în 1829 în Ofatinți)
- Iachim Grosul (om de știință, născut în 1912 în Tiraspol)
- Lev Berg (geograf și biolog, născut în 1876 în Bender)
- Nikolai Dimitrievich Zelinskiy (chimist, născut în  1861 in Tiraspol)
- Nicolai Sklifosovski (chirurg, născut în 1836 la Dubăsari)
- Mihail Larionov (pictor, născut în  1881 la Tiraspol)
- Konstantin Kaetanovich Gedroits (om de știință și pictor, născut în 1872 in Grigoriopol)
- Piotr Verșigora (scriitor, născut în 1905 lângă Rîbnița)